# 宮川不二夫
宮川 不二夫（みやがわ ふじお、1950年6月3日 - ）は、日本の俳優。東京都出身。タートルプランニング所属。以前は劇団新人会に所属していた。日本大学芸術学部映画学科出身。
身長170cm。体重78kg。血液型O型。
趣味は海釣り、仏像鑑賞。特技は歌、剛柔流空手道（四段）、柔道。

## 出演作品

### テレビドラマ
- 風雪の海峡 青函トンネルは、今…（1978年、CX）
- 少年ドラマシリーズ / 家族天気図（1980年、NHK）
- 仮面ライダースーパー1 第15話「天才怪人対ライダーの知恵くらべ」（1981年、MBS） - 小針正（ライオンサンダー）
- 太陽にほえろ! 第548話「金曜日に会いましょう」（1983年、NTV）
- 月曜ドラマランド / 一休さんII（1986年、CX）
- 鬼平犯科帳 (中村吉右衛門)（CX） - 松永弥四郎
  - スペシャル「殿さま栄五郎」（1990年）
  - スペシャル「雲竜剣」（1990年）
  - 第2シリーズ
    - 第1話「おみね徳次郎」（1990年）
    - 第7話「猫じゃらしの女」（1990年）
    - 第18話「下段の剣」（1991年）
    - スペシャル「熱海みやげの宝物」（1991年）

  - 第3シリーズ
    - 第2話「剣客」（1991年）
    - 第8話「妙義の團右衛門」（1992年）
    - 第15話「炎の色」（1992年）

  - 第4シリーズ
    - 第1話「討ち入り市兵衛」（1992年）
    - 第12話「埋蔵金千両」（1993年）
    - 第14話「ふたり五郎蔵」（1993年）
    - 第15話「女密偵・女賊」（1993年）

  - 第5シリーズ 第4話「市松小僧始末」（1994年）※「不破三四郎」名義
  - 第6シリーズ（1995年）※「不破三四郎」名義
    - 第4話「浮世の顔」
    - 第9話「迷路」
    - 第11話「五月闇」

  - 第7シリーズ 第8話「泣き味噌屋」（1997年）
  - 第8シリーズ（1998年）
    - 第1話「鬼火」
    - 第5話「はぐれ鳥」
    - 第8話「影法師」

  - 第9シリーズ（2001年）
    - 第1話「大川の隠居」
    - 第2話「一寸の虫」
    - 第4話「一本饂飩」

  - 鬼平犯科帳スペシャル 山吹屋お勝（2005年）
  - 鬼平犯科帳スペシャル 兇賊（2006年）
- 時代劇スペシャル / 雲霧仁左衛門（1991年、CX）
- 平清盛（1992年、TBS） - 公卿
- 柳生武芸帳 十兵衛あばれ旅（1992年、NTV）
- 刑事追う! 第5話「闇からのハミング」（1996年、TX）
- 月曜ドラマ・イン / ガラスの仮面 最終話（1997年、テレビ朝日）
- 剣客商売（藤田まこと版）（フジテレビ）
  - 第2シリーズ 第8話「悪い虫」（2000年）
  - 第4シリーズ 第3話「ぶんたろの命」（2003年） - 飯冨の亀吉
  - 第5シリーズ 第4話「狐雨」（2004年）
- 警視庁鑑識班2004 第6話「家出少女の心を貫く父が放つ2発の銃弾」（2004年、日本テレビ） - 松田刑事
- 特命係長 只野仁 2ndシーズン 第12話「男の幸せ」（2005年、テレビ朝日） - 暴力団組長
- 水戸黄門 第36部 第1話「加賀百万石への旅立ち」（2006年、TBS） - 田所大四郎
- SPEC〜零〜（2013年、TBS）
- 歌舞伎町弁護人 凛花 第2話（2019年、BSテレ東） - 権俵社長

### 映画
- 影武者（1980年、東宝）
- 連合艦隊（1981年、東宝）
- 鬼平犯科帳 劇場版（1995年、松竹） - 松永弥四郎
- 修羅がゆく2 戦争勃発（1996年、東映ビデオ） - 大浜一家若頭 三杉隆義

- 悪名（2001年、イップ・エンターテイメント）
- 神奈川芸術大学映像学科研究室（2013年、デジタルSKIPステーション）

### Vシネマ
- どチンピラ20 魅惑のコギャル天国（1997年、Softgarage）
- 香港黒社会 喧嘩組2（Softgarage）
- 勝算
- サンクチュアリ3

### 舞台
- お与津御陵
- 遥かなり山河
- 夢千代日記

### WEB
- 恋は実家じゃ生まれない（2005年、アムモ）